# Иллинойсский университет в Чикаго
Иллино́йсский университе́т в Чика́го (англ. University of Illinois at Chicago) — общественный исследовательский университет США, расположенный в Чикаго, штат Иллинойс. Второй по счёту кампус Иллинойсского университета, а также крупнейший университет в чикагской агломерации с более 33 тыс. студентов.
В 2012 году издание U.S. News & World Report в своём рейтинге учебных заведений включило кампус в число 150 лучших национальных университетов, а также присвоило 79-е место среди общественных университетов и 11-е место среди самых этнически разнообразных университетов в США. В состав университета входит крупный общественный медицинский центр Иллинойса, который служит основной школой штата в подготовке стоматологов, фармацевтов, медсестёр и других работников здравоохранения.

## История

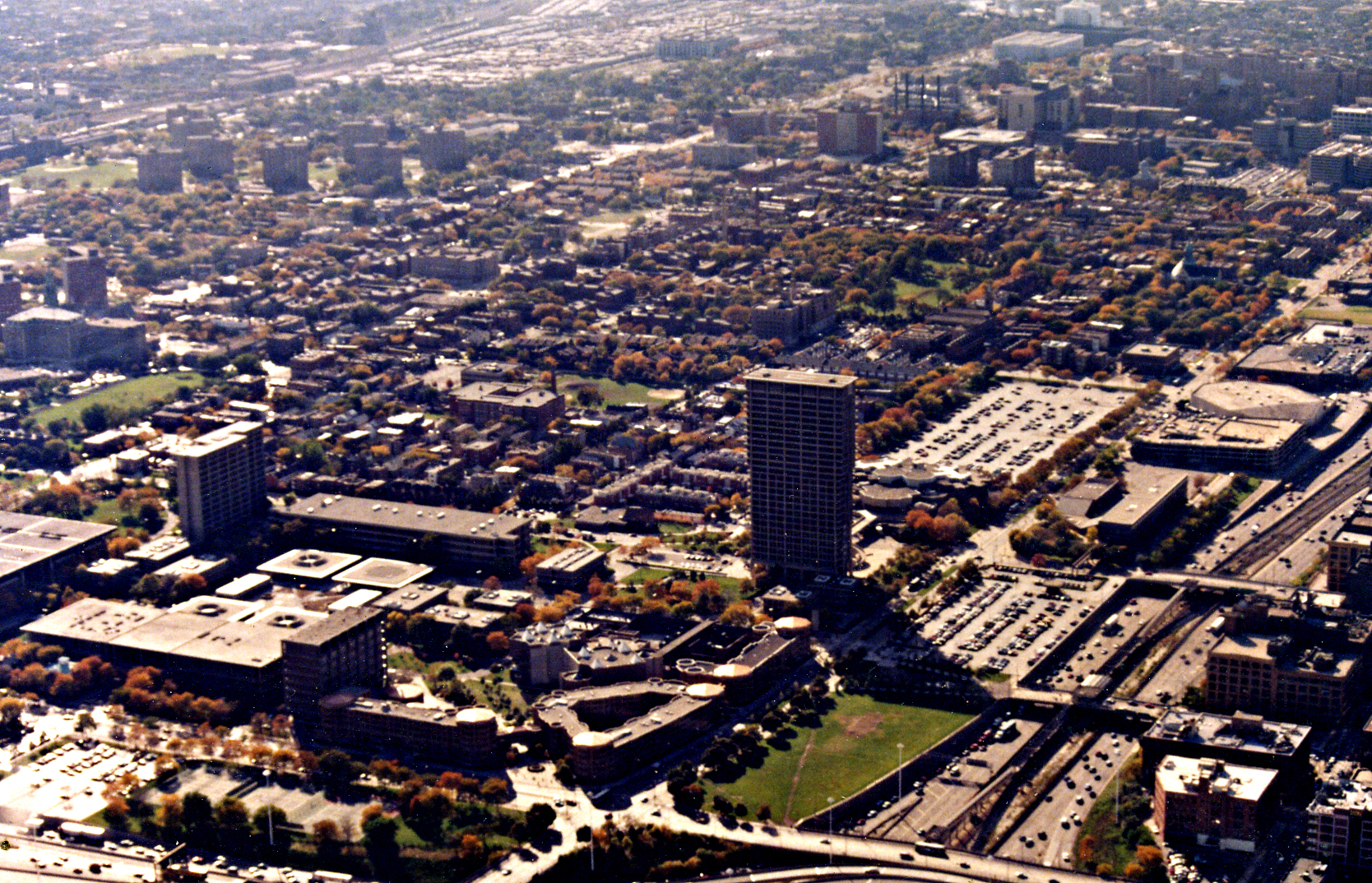
Кампус университета с высоты птичьего полёта (1994)

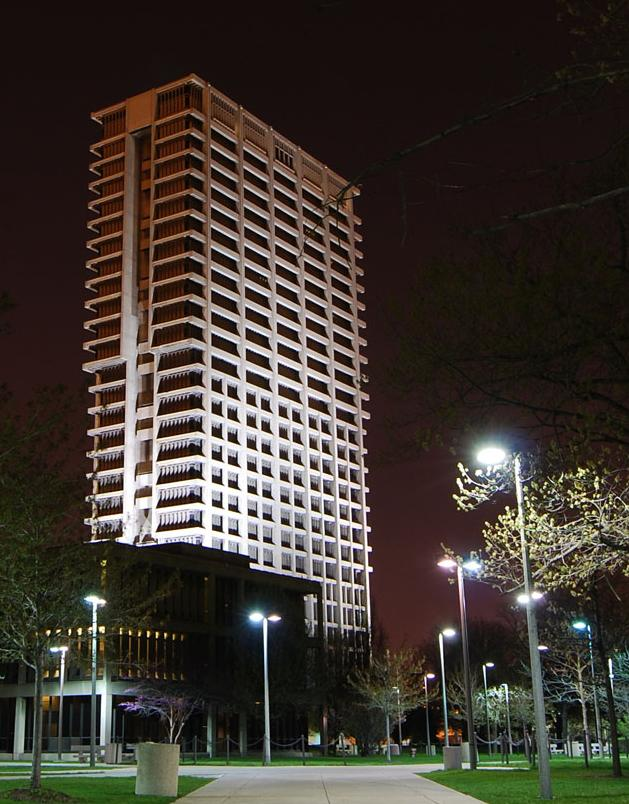
Юниверсити-Холл — здание администрации университета и самое высокое здание кампуса (103 м), а также западной части Чикаго

Кампус Иллинойсского университета в Чикаго ведёт свою историю от нескольких частных медицинских колледжей, основанных в конце XIX века, среди которых Чикагский колледж фармации (1859), Колледж врачей и хирургов (1882) и Колумбийский колледж стоматологии (1891).
Иллинойсский университет был основан в 1867 году в слившихся городах Шампейн и Урбана. Чикагские законодатели обещали также открыть «политехнический» филиал в Чикаго. Чикагские медицинские колледжи, существовавшие по отдельности, были связаны с университетом в 1896—1897 годах, а в 1913 году вошли в его состав, образовав Колледж медицины, Колледж стоматологии и Колледж фармации. Медицинское образование и научные исследования, значительно расширившиеся в последующие десятилетия, привели к становлению и других медицинских колледжей, которые вместе с существующими стали именоваться Чикагские профессиональные колледжи Иллинойсского университета. В 1935 году первый законопроект вновь избранного представителя штата Ричарда Дейли представлял резолюцию, призывающую к созданию чикагского кампуса Иллинойсского университета.
В 1945 году, после окончания Второй мировой войны Дейли (в то время сенатор штата) представил четыре законопроекта, призывающие к созданию университета в Чикаго. Вскоре был создан временный кампуса для бакалавров, известный как «Гарвард на скалах», расположенный на пирсе у озера Мичиган. Он представлял собой не выпускающий колледж, а скорей двухлетние курсы, по окончании которых студент мог перевестись в кампус в Урбана-Шампейн и закончить обучение с присвоением степени.
Занятия здесь начались в октябре 1946 года, число студентов составляло около 4 тыс. Так как в то время этот кампус не был полноценным общественным университетом, большинство студентов первого поколения были из рабочих семей. Спрос на университетское образование оставался высоким и поэтому вузом принято решение создать выпускающий кампус.
В 1951 году Дейли удалось получить поддержку сената штата в принятии законопроекта, призывающего к созданию университетского кампуса. В 1955 году Дэйли стал мэром Чикаго и требовал от Иллинойсского университета скорейшего принятия решения по этому вопросу. К 1961 году завершился длительный и противоречивый процесс поиска подходящего места под кампус. В том же году нынешний Колледж медицинских наук стал Медицинским центром Иллинойсского университета (UIMC).
Новый кампус был открыт в феврале 1965 года. Проекты его зданий были разработаны архитектурной фирмой «Skidmore, Owings and Merrill», создавшей проекты большинства самых высоких небоскребов Чикаго. В отличие от кампуса на пирсе, в новом «доме» университета началось полноценное образование с выдачей дипломов.
В 1979 году президент Иллинойсского университета Стэнли Айкенберри объявил о планах по объединению двух кампусов с целью формирования Иллинойсского университета в Чикаго (UIC). Этот процесс завершился в сентябре 1982 года.

## Структура университета

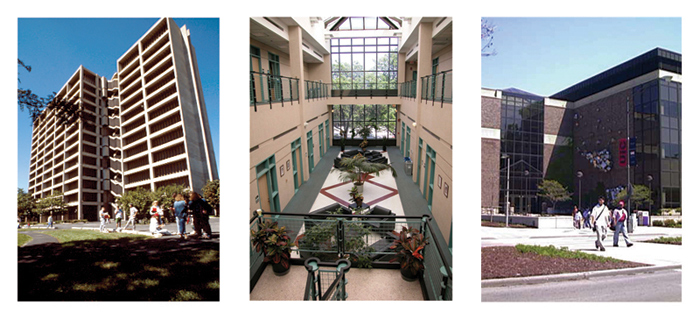
Корпуса зданий Инженерного колледжа

Согласно статистике, каждый десятый житель Чикаго, имеющий высшее образование, является выпускником Иллинойсского университета в Чикаго. Один из трёх фармацевтов штата Иллинойс закончил фармацевтический колледж университета, а половина всех стоматологов в штате — выпускники колледжа стоматологии.
Иллинойсский университет в Чикаго предлагает 74 программы подготовки бакалавров, 77 — магистров и 60 — докторов.
В состав университета входят 15 колледжей:
- Прикладных медицинских наук
- Архитектуры и искусств
- Управления бизнесом
- Стоматологический
- Педагогический
- Инженерный
- Искусств и наук
- Медицины
- Медицинских сестёр
- Фармации
- Здравоохранения
- Социальной работы
- Городского планирования и связей с общественностью
- Послевузовского образования

Университетом руководит канцлер при поддержке семи заместителей, директора по административным функциям и деканов 15-и колледжей.

## Известные выпускники и преподаватели
- Эдриан Смит — архитектор американской фирмы «Скидмор, Оуингс и Меррилл».
- Джастин Скотт Хартли — американский актёр, известный по сериалу «Тайны Смолвилля».
- Шел Силверстайн — американский поэт, автор песен, музыкант, карикатурист, сценарист.
- Аля аль-Асуани — египетский писатель, автор романа «Дом Якобяна».
- Джей Майкл Демерит — американский футболист.
- Нанно Маринатос — археолог, исследовательница минойской цивилизации
- Дейдра Макклоски — экономист, историк, профессор коммуникаций и английского языка